# Беккио, Лучано
Лучано Эктор Беккио  (исп. Luciano Héctor Becchio; родился 28 декабря 1983, Кордова, Аргентина) — аргентинский футболист, нападающий клуба «Санта-Каталина».
До «Норвича» аргентинец выступал за «Лидс Юнайтед», в котором провёл более 200 игр и забил более 80 голов. Занимает 10 место в списке лучших бомбардиров «Лидса» в чемпионате Англии.

## Клубная карьера

### Карьера в Испании
Лучано начал свою карьеру в Буэнос-Айресe, выступая за молодёжный состав «Бока Хуниорс». После того как ему не удалось закрепится в составе, он решил переехать в Европу. Благодаря своим итальянским корням Беккио получил итальянское гражданство, которое позволило ему играть в Испании, не подпадая под ограничение на легионеров. С 2003 по 2008 Лучано успел поиграть в составе многих испанских клубов, но по-настоящему ему удалось закрепиться в «Мериде». В сезоне 2007/08 Лучано стал лучшим бомбардиром чемпионата с 22 мячами в активе. Это позволило «Мериде» попасть в четвёрку сильнейших и впервые в истории побороться за место в Испанской Сегунде. Однако «Мерида» уступила в двухматчевом противостоянии «Понферрадине».

### Лидс Юнайтед
Летом 2008 года Лучано отправился на просмотр в Лидс. Он произвел хорошее впечатление на тогдашнего тренера «Лидса» Гари Макаллистера, и 31 июля клуб из Йоркшира заключил с ним трёхлетний контракт. В сезоне 2009/10 «Лидс» завоевал путевку в Чемпионшип, заняв вторую строчку в Лиге 1. 1 января 2013 года Беккио забил свой 76-й гол в Чемпионате Англии, обошёл Артура Хайдса и стал десятым в списке бомбардиров «Лидса» в Чемпионате Англии.

## Награды и достижения
Мерида
- Полуфиналист плей-офф Испанской Сегунды B

 Лидс Юнайтед
- Серебряный призёр Лиги 1 (выход в Чемпионшип)

### Личные награды
- Чемпионшип: Игрок месяца (ноябрь 2010) по признанию Профессиональной футбольной ассоциации
- Испанская Сегунда B: трофей Пичичи как лучшему бомбардиру сезона 2007/08 (22 гола)